# 朗布尔市

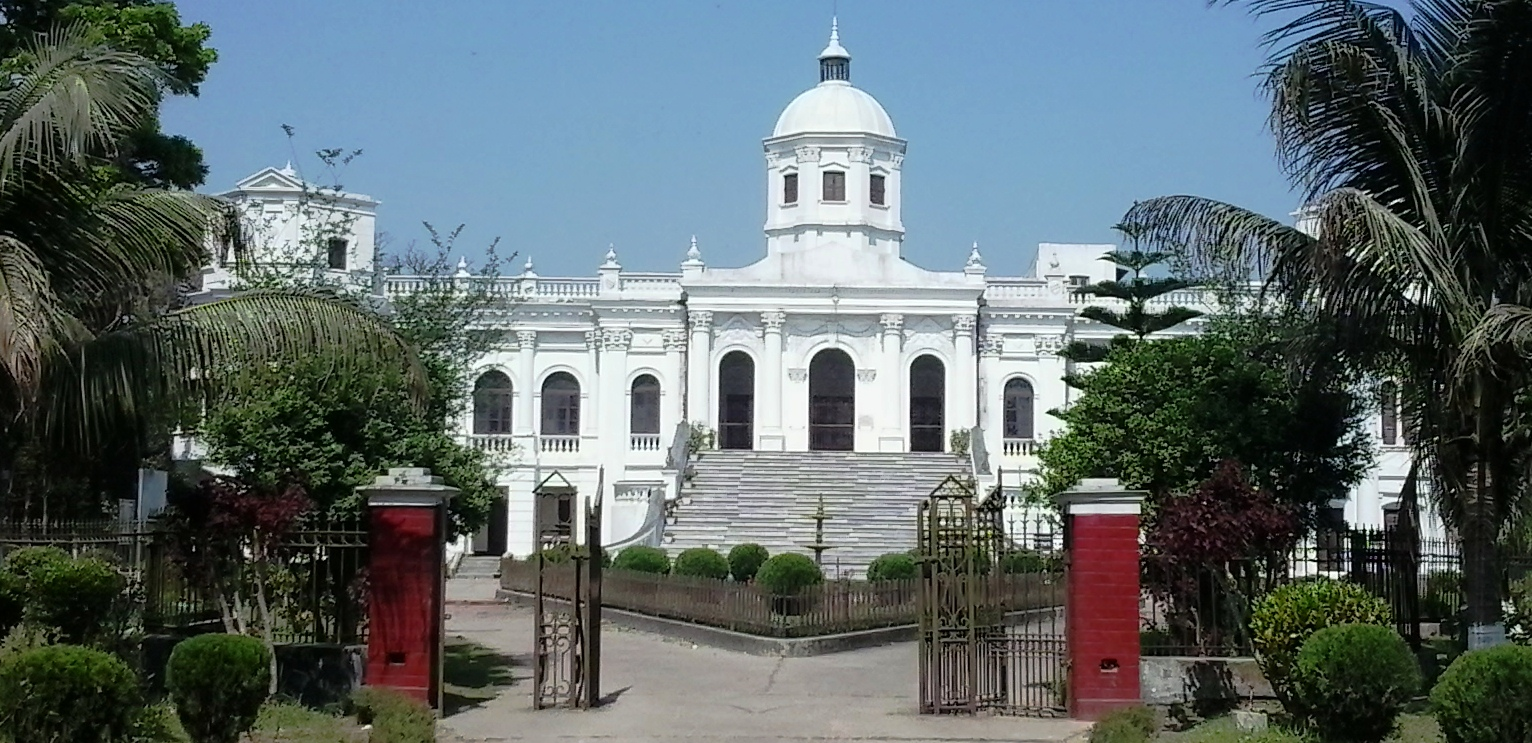
Rangpur

朗布尔（羅馬化：Rongpur），孟加拉国城市，朗布尔专区朗布尔县的行政中心，为该国西北部的中心城市。朗布尔为原大朗布尔县的首府。2012年7月1日，其地方政府形态正式升格为市（City Corporation） ，为孟加拉国第7个市（City Corporation）。此前的政府形态为municipality。

## 教育
朗布尔大学位于该市南部，为最近才成立的公立大学。